# Старий Яричів (гміна)
Гміна Яричув Стари — колишня (1934—1939 рр.) сільська ґміна Львівського повіту Львівського воєводства Польської республіки (1918—1939) рр.. Центром ґміни було село Старий Яричів.

1 серпня 1934 р. було створено ґміну Яричув Стари у Львівському повіті. До неї увійшли сільські громади: Цеперув, Яричув Стари, Кукізув, Подліскі Вєлькє, Ременув, Руданьце, Віслобокі, Запитув.

У 1934 р. територія ґміни становила 92,93 км². Населення ґміни станом на 1931 рік становило 8 735 осіб. Налічувалось 1 708 житлових будинків. 

Національний склад населення ґміни Яричув Стари на 01.01.1939:
| село            | населення | українці-грекокатолики | українці-латинники | євреї | німці | поляки | польські колоністи |
| --------------- | --------- | ---------------------- | ------------------ | ----- | ----- | ------ | ------------------ |
| Цеперів         | 730       | 500                    |                    |       |       | 30     | 200                |
| Яричів Старий   | 1 700     | 980                    | 560                | 10    |       | 30     | 120                |
| Кукизів         | 790       | 470                    | 260                | 10    |       | 50     |                    |
| Підліски Великі | 1 030     | 880                    | 50                 | 30    |       |        | 70                 |
| Ременів         | 1 760     | 1 660                  | 10                 | 50    | 5     | 35     |                    |
| Руданці         | 1 210     | 1 090                  | 50                 | 50    |       | 20     |                    |
| Вислобоки       | 410       | 370                    | 20                 | 10    |       | 10     |                    |
| Запитів         | 1 710     | 1 670                  | 20                 | 10    |       | 10     |                    |
| Загалом         | 9 340     | 7 620                  | 970                | 170   | 5     | 185    | 390                |
| Відсотки        | 100%      | 81,58%                 | 10,39%             | 1,82% | 0,05% | 1,98%  | 4,18%              |

Публіковані ж поляками цифри про національний склад населення ґміни за результатами перепису 1931 року (ніби-то було аж 22,7% поляків) суперечать даним, отриманим від місцевих жителів (див. вище) та пропорціям за допольськими  (австрійськими) та післяпольськими (радянським 1940 і німецьким 1943) переписами.
Відповідно до Пакту Молотова — Ріббентропа 20 вересня територія ґміни була зайнята радянською 14-ю дивізією 2-го кавалерійського корпусу. Ґміна ліквідована в 1940 р. у зв’язку з утворенням Новояричівського району.